# Bomarea goniocaulon
Bomarea goniocaulon är en alströmeriaväxtart som beskrevs av John Gilbert Baker. Bomarea goniocaulon ingår i släktet Bomarea och familjen alströmeriaväxter. IUCN kategoriserar arten globalt som akut hotad.

## Underarter
Arten delas in i följande underarter:
- B. g. elegans
- B. g. goniocaulon